# مطار ظافر
مطار الظافر التركي، والمعروف أيضًا بمطار ظافر في تركيا، هو واحد من المطارات المهمة في البلاد. يقع في محافظة أفيون قره حصار، وقد لعب دورًا حيويًا في تطور النقل الجوي في المنطقة. سنستعرض في هذا المقال تاريخ المطار منذ تأسيسه وحتى الوقت الحالي، وأهم المراحل التي مر بها.

## موقع
يقع مطار ظافر في قرية كويوجاك بمنطقة ألتنطاش، على بُعد 41 كيلومترًا (25 ميل) جنوب شرق كوتاهيا. يبعد المطار 59 كيلومترًا (37 ميل) عن أفيون قره حصار، و103 كيلومترات (64 ميل) عن أوشاك، و113 كيلومترًا (70 ميل) عن إسكي شهير. على الرغم من أن المطار يخدم مناطق متعددة، إلا أن البعض قد انتقدوا موقعه.

## مرافق
تم وضع حجر الأساس لمطار ظافر في 22 أبريل 2011. باعتباره أول مطار إقليمي في تركيا، تم بناؤه من قبل شركة IC İçtaş Construction Company في مدة 18 شهرًا، بتمويل من خلال نموذج البناء والتشغيل والنقل. بلغت تكلفة المشروع 155 مليون ليرة تركية (حوالي 91 مليون دولار أمريكي)، وسيتم تشغيله حتى عام 2044 من قبل شركة IC Holding. تغطي المنشأة مساحة 27,000 متر مربع (290,000 قدم مربع) وتقام على أرض تبلغ مساحتها 370 هكتارًا (910 أكر).

### صالة
مبنى الركاب الوحيد في مطار ظافر يمتد على مساحة 17,600 متر مربع (189,000 قدم مربع) ويخدم الركاب المحليين والدوليين. يحتوي المبنى على 19 كاونتر لتسجيل الوصول وأربع بوابات. يتم التعامل مع المسافرين الدوليين عبر ثماني نقاط تفتيش حدودية. توجد أربع عربات للأمتعة في صالة الوصول. من المخطط أن تصل الطاقة الاستيعابية السنوية للمطار إلى مليوني مسافر. موقف السيارات يستوعب 87 سيارة وثماني حافلات.

### المدرج
مدرج المطار هو 3,000 م (9,800 قدم) طويلة و 45 م (148 قدم) واسعة. يسمح منحدر المطار بوقوف خمس طائرات في نفس الوقت. 

## الخطوط الجوية والوجهات
تقوم شركات الطيران التالية بتشغيل رحلات جوية منتظمة ومستأجرة في مطار ظافر:
| شركـات طيـران         | الوجهات                     |
| --------------------- | --------------------------- |
| يورو وينجز            | موسمي: مطار دوسلدورف الدولي |
| صن إكسبريس            | موسمي: مطار دوسلدورف الدولي |
| الخطوط الجوية التركية | مطار إسطنبول الدولي         |

## إحصائيات
شاهد source Wikidata query and sources.

## النقل البري
هناك خدمة حافلة صغيرة مخصصة بين وسط كوتاهيا ومطار ظافر مخصصة لرحلات الركاب التجارية. سيارات الأجرة متوفرة أيضاً في المطار.

## أنظر أيضا
- مطار افيون
- مطار أوشاك

## روابط خارجية
- الموقع الرسمي
- ظافر هافاليماندين، 100. Yıla özel etkinlik (اللغة التركية)